# Sicele
Sicele falu Romániában, Maros megyében.

## Története
Mezőpagocsa község része. A trianoni békeszerződésig Maros-Torda vármegye Marosi felső járásához tartozott.

## Népessége
2002-ben 49 lakosa volt, ebből 49 román nemzetiségű.

## Vallások
A falu lakói közül 48-an ortodox hitűek.